# Сахил (станция метро)
«Сахил» (азерб. Sahil — «Берег») — станция первой (Красной) линии Бакинского метрополитена, расположенная между станциями «Ичери Шехер» и «28 Май». Изначально называлась «26 Бакы комиссары» («26 Бакинских Комиссаров»). Станция расположена вблизи берега Каспийского моря, в связи с чем и получила современное название.

## Характеристика
Станция открыта 6 ноября 1967 года в составе первой очереди «Ичери Шехер» — «Нариман Нариманов». Вся станция одета в алый цвет, олицетворяя кумачовые флаги революции, которые как бы приспущены в память о 26 бакинских комиссарах. Пилоны станции покрыты мозаикой из сплава хрустального стекла с металлами, дающего богатую гамму оттенков. Это смальта — красивый и редкий отделочный материал. Рецепт приготовления смальты был разработан еще М. В. Ломоносовым. Освещение зала софитное. Люминесцентные лампы, скрытые за гофрированным карнизом, светят мягким, отраженным от белого купола светом. На торцовой стене, напротив входа — барельеф с изображением садящегося, над синим волнистым морем, солнца. Ранее там был барельеф с изображением 26-ти Бакинских комиссаров.
При подъезде к станции в вагонах звучит фрагмент из песни «Порт» (азерб. Limanda) композитора Рашида Насибоглу.